# Ángel Bañares Baudet
Ángel Bañares Baudet (n. Santa Cruz de Tenerife; 2 de octubre de 1954) es un micólogo, botánico e investigador español. Es licenciado y doctor en Ciencias Biológicas por la Universidad de La Laguna.

## Obra

### Artículos
- ángel Beltrán tejera. 2010. Fungi. En Arechavaleta M., Rodríguez S., Zurita N. & García A. (Coord.). Lista de especies silvestres de Canarias. Hongos, plantas y animales terrestres 2009. Gobierno de Canarias. pp. 25–105

- esperanza Beltrán tejera, luis Quijada, jonathan Díaz, j. laura Rodríguez-armas, ángel Bañares baudet, julio leal Pérez. 2009. Estudio micológico de El Canal y Los Tiles (La Palma, Islas Canarias). V: datos adicionales. Anales del Jardín Botánico de Madrid 66 (extra 1): 93-107 ISSN 0211-1322 en línea

- ángel Bañares baudet, esperanza Beltrán tejera. 2009. Estudio micológico del Parque Nacional de Garajonay (La Gomera, Islas Canarias). Agaricales s.l. I. Anales del Jardín Botánico de Madrid 66 (extra 1): 47-61 ISSN 0211-1322 en línea

- j.l. Rodríguez Armas, esperanza Beltrán tejera, javier Barrera acosta, ángel Bañares baudet. 2003. Diversidad de los Aphyllophorales (Basidiomycota) del Parque Nacional De Garajonay (La Gomera, Islas Canarias). Vieraea: Folia scientarum biologicarum canariensium 31: 339-363 ISSN 0210-945X en línea

- ángel Bañares baudet, stephan Scholz. 1991. Monanthes wildpretii sp. nov. (Crasulaceae) nuevo endemismo de Tenerife (islas Canarias). Studia botanica 9: 129-138

### Libros
- ángel Bañares baudet, esperanza Beltrán tejera. 2008. Hongos, líquenes y briófitos del Parque Nacional de Garajonay La Gomera (Islas Canarias). Naturaleza y Parques Nacionales. Serie técnica. Ed. Organismo Autónomo de Parques Nacionales, 853 pp. ISBN 8480147075, ISBN 9788480147071

- --------------------------. 2004. Atlas y libro rojo de la flora vascular amenazada de España: taxones prioritarios. 2ª ed. de Dirección General para la Biodiversidad, 1069 pp. ISBN 848014551X, ISBN 9788480145510

- --------------------------. 2002. Biología de la conservación de plantas amenazadas. Serie Técnica. Ed. Organismo Autónomo Parques Nacionales, 263 pp. ISBN 8480144440, ISBN 9788480144445

## Honores
- Parque Científico de Madrid: consejero del Consejo Asesor[2]
- La abreviatura «Bañares» se emplea para indicar a Ángel Bañares Baudet como autoridad en la descripción y clasificación científica de los vegetales.[3]